# 12722 Petrarca
A 12722 Petrarca (ideiglenes jelöléssel 1991 PT1) a Naprendszer kisbolygóövében található aszteroida. Eric Walter Elst fedezte fel 1991. augusztus 10-én.